# Appellationsgericht (Bayern)
Appellationsgerichte waren im Königreich Bayern von 1809 bis 1879 die Appellations-, also Berufungsgerichte. Sie lösten damit die Hofgerichte ab, die seit 1802 bestanden.

## Geschichte
1802 wurden aus dem Hofrat in München und den Regierungen in Straubing, Amberg und Neuburg vier Hofgerichte gebildet. Damit wurde die Trennung von Verwaltung und Rechtsprechung auf der mittleren Ebene umgesetzt. 1803 wurden die Hofgerichte Bamberg und Würzburg und 1804 ein Hofgericht für Schwaben eingerichtet. Damit bestanden folgende Hofgerichte:
- Hofgericht München
- Hofgericht Straubing
- Hofgericht Amberg
- Hofgericht Neuburg
- Hofgericht Würzburg
- Hofgericht Bamberg
- Hofgericht für Schwaben zu Memmingen

Ende 1805 wurde Würzburg Kurfürstentum unter dem Erzherzog Ferdinand von Toskana, wodurch das Hofgericht Würzburg  aufgelöst wurde. Durch das Organische Edikt über die Gerichtsverfassung vom 24. Juli 1808, Teil III wurden die anderen Hofgerichte durch Appellationsgerichte ersetzt. Zum 1. Januar 1809 nahmen sie die Arbeit auf. Sie waren in Zivilgerichtsverfahren zweite und in peinlichen Gerichtsverfahren erste Instanz.
1810 wurde das Königreich aufgrund der Pariser Verträge in neun Kreise eingeteilt. Für jeden Kreis wurde ein Appellationsgericht eingesetzt. 1817 verringerte sich die Zahl der Kreise und damit der Appellationsgerichte auf acht. 1873 wurden die Appellationsgerichte für Oberpfalz und Mittelfranken in Nürnberg und die für Ober- und Unterfranken in Bamberg zusammengefasst.
Mit Gesetz vom 1. Juli 1856 wurde das Justizwesen in Bayern neu geordnet. Die bisherigen Kreis- und Stadtgerichte wurden aufgehoben und 34 neue Bezirksgerichte, nach dem Vorbild der Pfalz, traten an ihre Stelle. Damit wurden die Appellationsgerichte zur Berufungsinstanz für die Entscheidungen der Bezirksgerichte. 1879 wurde die zu diesem Zeitpunkt bestehenden Appellationsgerichte nach dem deutschen Gerichtsverfassungsgesetz mit der Ausnahme von Passau in Oberlandesgerichte umgewandelt.
Die Appellationsgerichte urteilten in Senaten mit jeweils fünf Mitgliedern. 1818 bis 1857 bestand ein gesonderter Senat für Fideikomißsachen, 1809 bis 1869 ein Senat für Bergrechtssachen und bis 1875 am Appellationsgericht in Bamberg ein (mit protestantischen Richtern besetzter) Senat für streitige Ehesachen von Protestanten und Dissidenten. Im 1817 gegründeten Appellationsgericht Zweibrücken (zuständig für die Pfalz) galt die französische Rechtsprechung (beim Zivilrecht bis 1900).

## Liste der Appellationsgerichte
| Appellationsgericht                    | Sitz               | Errichtet | Aufgelöst | Nachfolger                        | Anmerkung |
| -------------------------------------- | ------------------ | --------- | --------- | --------------------------------- | --- |
| Appellationsgericht Amberg             | Amberg             | 1809      | 1873      | Appellationsgericht Nürnberg      | Nach Nürnberg verlegt |
| Appellationsgericht Ansbach            | Ansbach            | 1809      | 1838      | Appellationsgericht Eichstätt     | Nach Eichstätt verlegt |
| Appellationsgericht Aschaffenburg      | Aschaffenburg      | 1833      | 1873      | Appellationsgericht Bamberg       | 1873 wurden die Appellationsgerichte für Ober- und Unterfranken in Bamberg zusammengefasst                                   |
| Appellationsgericht Augsburg           | Augsburg           | 1870      | 1879      | Oberlandesgericht Augsburg        | |
| Appellationsgericht Bamberg            | Bamberg            | 1809      | 1879      | Oberlandesgericht Bamberg         | 1873 wurden die Appellationsgerichte für Ober- und Unterfranken in Bamberg zusammengefasst                                   |
| Appellationsgericht Burghausen         | Burghausen         | 1810      | 1817      | 0                                 | Der Salzachkreis wurde ab 1816 durch Abtretungen an Österreich erheblich verkleinert und schließlich im Jahre 1817 aufgelöst |
| Appellationsgericht Eichstätt          | Eichstätt          | 1838      | 1871      | 0                                 | |
| Appellationsgericht Freising           | Freising           | 1839      | 1862      | Appellationsgericht München       | Nach München verlegt |
| Appellationsgericht Innsbruck          | Innsbruck          | 1809      | 1814      | 0                                 | |
| Appellationsgericht Landshut           | Landshut           | 1826      | 1839      | Appellationsgericht Freising      | Nach Freising verlegt |
| Appellationsgericht Memmingen          | Memmingen          | 1809      | 1817      | 0                                 | |
| Appellationsgericht München            | München            | 1809      | 1879      | Oberlandesgericht München         | 1826 nach Landshut verlegt, wiedereröffnet 1862                                                                              |
| Appellationsgericht Neuburg a.d. Donau | Neuburg a.d. Donau | 1809      | 1870      | Appellationsgericht Augsburg      | Nach Augsburg verlegt |
| Appellationsgericht Nürnberg           | Nürnberg           | 1871      | 1879      | Oberlandesgericht Nürnberg        | |
| Appellationsgericht Passau             | Passau             | 1839      | 1879      | 0                                 | |
| Appellationsgericht Straubing          | Straubing          | 1809      | 1839      | Appellationsgericht Passau        | Nach Passau verlegt |
| Appellationsgericht Trient             | Trient             | 1809      | 1810      | Berufungsgericht in Brescia       | Der Etschkreis wurde 1810 von Bayern an das Königreich Italien abgetreten                                                    |
| Appellationsgericht Würzburg           | Würzburg           | 1817      | 1832      | Appellationsgericht Aschaffenburg | 1833 verlegt nach Aschaffenburg                                                                                              |
| Appellationsgericht Zweibrücken        | Zweibrücken        | 1817      | 1879      | Oberlandesgericht Zweibrücken     | Für die Pfalz zuständig, mit französischen Rechtsgrundlagen                                                                  |